# Памвју Саут (Тексас)
Памвју Саут (енгл. Palmview South) насељено је место без административног статуса у америчкој савезној држави Тексас.

## Демографија
По попису из 2010. године број становника је 5.575, што је 644 (-10,4%) становника мање него 2000. године.
| Група             | 2000.         | 2010.         |
| Белци             | 900 (14,5%)   | 878 (15,7%)   |
| Афроамериканци    | 12 (0,2%)     | 1 (0,0%)      |
| Азијати           | 5 (0,1%)      | 5 (0,1%)      |
| Хиспаноамериканци | 5.297 (85,2%) | 4.681 (84,0%) |
| Укупно            | 6.219         | 5.575         |